# Lucembursko na Letních olympijských hrách 2000
Lucembursko se účastnilo Letních olympijských her 2000 a zastupovalo ho 7 sportovců ve 4 sportech (2 muži a 5 žen). Vlajkonošem výpravy byla Lara Heinz, která také byla nejmladší členkou výpravy. V době konání her jí bylo 19 let. Nejstarší z týmu byla Ni Sia-lien, které bylo v době konání her 37 let. Nikomu z výpravy se během her nepodařilo získat medaili.

## Disciplíny

### Plavání
| Sportovec      | Disciplína                | Rozplavba | Rozplavba | Semifinále   | Semifinále   | Finále       | Finále       |
| Sportovec      | Disciplína                | Čas       | Pořadí    | Čas          | Pořadí       | Čas          | Pořadí       |
| -------------- | ------------------------- | --------- | --------- | ------------ | ------------ | ------------ | ------------ |
| Luc Decker     | 100 m motýlek – muži      | 56,10     | 47.       | nepostoupil  | nepostoupil  | nepostoupil  | nepostoupil  |
| Alwin de Prins | 100 m prsa – muži         | 1:04,37   | 39.       | nepostoupil  | nepostoupil  | nepostoupil  | nepostoupil  |
| Sportovkyně    | Disciplína                | Rozplavba | Rozplavba | Semifinále   | Semifinále   | Finále       | Finále       |
| Sportovkyně    | Disciplína                | Čas       | Pořadí    | Čas          | Pořadí       | Čas          | Pořadí       |
| Lara Heinz     | 50 m volný způsob – ženy  | 26,55     | 34.       | nepostoupila | nepostoupila | nepostoupila | nepostoupila |
| Lara Heinz     | 100 m volný způsob – ženy | 58,55     | 37.       | nepostoupila | nepostoupila | nepostoupila | nepostoupila |

### Stolní tenis
| Sportovkyně                   | Disciplína     | Skupina | Skupina | Skupina | 1/32                                  | 1/16             | Čtvrtfinále  | Semifinále   | Finále/Bronzová medaile | Finále/Bronzová medaile |
| Sportovkyně                   | Disciplína     | Soupeř  | Soupeř  | Soupeř  | Soupeř                                | Soupeř           | Soupeř       | Soupeř       | Soupeř                  | Pořadí                  |
| ----------------------------- | -------------- | ------- | ------- | ------- | ------------------------------------- | ---------------- | ------------ | ------------ | ----------------------- | ----------------------- |
| Ni Sia-lien                   | Dvouhra – ženy | Bye     | Bye     | Bye     | Csilla Bátorfi VÝHRA 3–2              | Li Ťü PROHRA 0–3 | nepostoupila | nepostoupila | nepostoupila            | nepostoupila            |
| Ni Sia-lien Peggy Regenwetter | Čtyřhra – ženy | Bye     | Bye     | Bye     | Miao Miao / Shirley Süe-ni PROHRA 2–3 | nepostoupily     | nepostoupily | nepostoupily | nepostoupily            | nepostoupily            |

### Tenis
| Sportovkyně | Disciplína     | 1/64                      | 1/32                                | 1/16         | Čtvrtfinále  | Semifinále   | Finále/Bronzová medaile | Finále/Bronzová medaile |
| Sportovkyně | Disciplína     | Soupeř                    | Soupeř                              | Soupeř       | Soupeř       | Soupeř       | Soupeř                  | Pořadí                  |
| ----------- | -------------- | ------------------------- | ----------------------------------- | ------------ | ------------ | ------------ | ----------------------- | ----------------------- |
| Anne Kremer | Dvouhra – ženy | Iva Majoli VÝHRA 6–2, 6–4 | Amanda Coetzer PROHRA 6–4, 3–6, 4–6 | nepostoupila | nepostoupila | nepostoupila | nepostoupila            | nepostoupila            |

### Triatlon
| Sportovec         | Disciplína | Plavání (1500 m) | První výměna | Jízda na kole (10 km) | Druhý výměna | Běh (10 km) | Celkový čas | Pořadí |
| ----------------- | ---------- | ---------------- | ------------ | --------------------- | ------------ | ----------- | ----------- | ------ |
| Nancy Kemp-Arendt | Ženy       | 19:15,18         | 0:27,60      | 1:05,17               | 0:26,30      | 37:48,86    | 2:03:14,94  | 10.    |